# ورخنه‌سیوریوبایوو
ورخنه‌سیوریوبایوو (انگلیسی: Verkhnesyuryubayevo) یک شهرک در شهرستان کوگارچینسکی جمهوری باشقیرستان در کشور روسیه است.